# Walter Bock
Walter Bock sinh ngày 20 tháng 1 năm 1895, mất 25 tháng 10 năm 1948 là nhà hóa học người Đức, người đã phát triển chất đồng trùng hợp styren-butadien bằng cách polyme hóa nhũ tương như một cao su tổng hợp (SBR).

## Tiểu sử
Walter Bock sinh ngày 10 tháng 1 năm 1895 tại ngôi làng nhỏ Wenzen (nay là một phần của Einbeck) trong Duchy of Brunswick. Ông là con thứ tư trong chín người con. Cha của ông, Wilhelm Bock, là giáo viên duy nhất ở Wenzen. Từ năm 1905 đến năm 1914, Bock học trung học ở Brunswick.
Ngay sau khi tốt nghiệp, ông gia nhập quân đội và làm sĩ quan trong Thế chiến thứ nhất. Ông chỉ huy một đại đội bộ binh cho đến khi bị thương vào tháng 7 năm 1918.
Vào tháng 10 năm 1918, ông bắt đầu học hóa học. Sau khi nhận bằng Tiến sĩ. từ Đại học Göttingen vào tháng 10 năm 1921, Bock tìm được việc làm nhà hóa học tại Köln Rottweil AG ở Premnitz. Vào mùa thu năm 1924, Bock gia nhập phòng thí nghiệm của Tiến sĩ Zellner ở Berlin, nơi ông phụ trách bộ phận hóa dược.

## Làm việc với cao su tổng hợp
Vào mùa xuân năm 1926, Bock xin việc thành công tại IG Farben, được thành lập vào tháng 12 năm 1925. Vào tháng 4 năm 1926, ông bắt đầu làm việc tại nhà máy IG ở Leverkusen với công việc nghiên cứu cao su tổng hợp. Nơi làm việc của ông là trong phòng thí nghiệm nghiên cứu của cái gọi là "A-Fabrik". Người đứng đầu bộ phận này là Eduard Tschunkur.
Bock tập trung vào phản ứng trùng hợp nhũ tương, đã được phát minh vào năm 1912 bởi Kurt Gottlob (1881-1925)  tại Bayer, nhưng cho đến nay vẫn chưa có ứng dụng thực tế nào. Walter Bock  và đồng nghiệp của ông Claus Heuck  đã cải tiến độc lập quy trình nhũ tương bằng cách giới thiệu chất nhũ hóa mới. Bock cũng phát hiện ra rằng các hợp chất peroxy là chất khơi mào hiệu quả trong quá trình trùng hợp nhũ tương của các chất diolefin liên hợp. Nhưng Bock và Heuck đã không đạt được cao su tổng hợp tốt, khả thi về mặt kinh tế bằng quá trình này. Các polyme của butadien và isopren có độ đàn hồi tốt sau khi lưu hóa, nhưng bị vỡ vụn. Các polyme của đimetyl butadien có độ bền kéo tốt, nhưng gần như không có tính đàn hồi.
Vào mùa thu năm 1928, Bock có ý tưởng đồng trùng hợp đimetyl butadien với isopren và butadien tương ứng để kết hợp các tính chất cơ học dương. Kết quả thật đáng khích lệ. Cả hai loại cao su tổng hợp đều có các tính chất cơ học gần như tương đương với cao su tự nhiên.
Vào mùa xuân năm 1929, Bock đã thay thế dimetyl butadien bằng styren. Cao su styren-butadien (SBR), được ông tổng hợp từ styren và butadien làm chất tổng hợp, vượt trội hơn cao su tự nhiên về tính chất mài mòn và do đó đặc biệt hữu ích cho các ứng dụng lốp xe. Cao su được bán trên thị trường với tên thương hiệu  'Buna S' . Thậm chí ngày nay SBR là cao su tổng hợp thành công nhất về khối lượng thương mại (cùng với Polybutadien (BR)).

## Mất
Bock làm việc cho IG Farben cho đến khi qua đời sớm vào năm 1948. Cái chết của ông rất bí ẩn. Ngày 15 tháng 10 năm 1948 Bock được gia đình thông báo mất tích. Mười ngày sau, vào ngày 25 tháng 10 năm 1948, xác của ông được tìm thấy ở sông Rhine ở Cologne gần nhà ông. Vụ việc không bao giờ được giải quyết.

## Giải thưởng và vinh danh
Vào năm 1979, Walter Bock được đưa vào International Rubber Science Hall of Fame.